# Omissão de socorro
Omissão de socorro é um dos crimes previstos no Código Penal brasileiro, em seu art. 135. O tipo penal é o exemplo clássico do crime omissivo, e descreve o ato de "Deixar de prestar socorro a quem não tenha condições de socorrer a si próprio ou comunicar o evento a autoridade pública que o possa fazê-lo, quando possível" é crime.
Os bens jurídicos protegido por este tipo penal são a vida e a saúde da pessoa humana, podendo ser sujeito ativo deste crime qualquer pessoa desde que não tenha provocado dolosamente ou culposamente a situação de perigo. O dever de agir como ocorre no art. 133 e 134 do CP não decorrem de um vínculo especial entre os sujeitos ativo e passivo e sim do próprio ordenamento jurídico diante do caso concreto.
Se o agente, ou seja, a pessoa que praticou a omissão, foi também a mesma que provocou o perigo, esta responderá por lesão corporal ou homicídio, restando a eventual omissão absorvida pelo delito mais grave. Em sendo lesão ou o homicídio culposo a eventual omissão funcionará como causa especial de aumento de pena, conforme o art. 121, §4º e 129, §7º do CP.
Só no estado do Paraná, Brasil, foram registrados 117 casos de atropelamentos com omissão de socorro entre janeiro e agosto de 2022.